# Strahinja Eraković
Strahinja Eraković (szerbül: Страхиња Ераковић; Batajnica, 2001. január 22. –) szerb válogatott labdarúgó, a Red Star Belgrade játékosa.

## Pályafutása

### Klubcsapatokban
A Red Star Belgrade saját nevelésű labdarúgója. A 2019–20-as szezont kölcsönben a Grafičar Beograd csapatánál töltötte. 2020. augusztus 1-jén debütált a Red Star Belgrade első csapatában a Novi Pazar elleni bajnoki mérkőzésen. Október 22-én az Európa-ligában a német Hoffenheim ellen debütált a csoportkörben. A szezon végén megnyerték a bajnokságot és kupát is. A következő szezonban alapember maradt a klubjában. A 2022–23-as szezon elején meghosszabbította szerződését 2026 júniusáig.

### A válogatottban
Többszörös korosztályos válogatott és pályára lépett a 2018-as U17-es labdarúgó-Európa-bajnokságon. 2022. június 2-án debütált a felnőtt válogatottban a Norvég válogatott elleni UEFA Nemzetek Ligája mérkőzésen. 2022 novemberében bekerült Dragan Stojković szövetségi kapitány 26 fős keretébe, amely a 2022-es labdarúgó-világbajnokságra utazott, de a tornán nem lépett pályára.

## Sikerei, díjai
- Red Star Belgrade
  - Szerb bajnok: 2020–21, 2021–22
  - Szerb kupa: 2020–21, 2021–22